# Tosh.0
A Tosh.0 egy amerikai szórakoztató sorozat, amelyet Daniel Tosh humorista vezet. DVD is készült a sorozatból, és le lehet tölteni az egészet az iTunes-on. Csípős humorral és szatirikusan kommentálja az interneten található videókat, és egyben ezzel a politikára és a populáris kultúrára is utal. Minden epizód rá és ezekre a videókra és hozzászólásaira fókuszál. A műsor nagyon népszerű Amerikában. A Comedy Central bejelentette, hogy még három évadot rendelt a sorozathoz, jelenleg a tizedik évadnál tartanak.

## Epizódok
Eddig 10 évada van a sorozatnak, és 191 epizódja. 21 perces egy epizód. 

## Közvetítés
Magyarországon a Comedy Central Extra adta le a Tosh.0.-t, eredeti nyelven, de lehet feliratot állítani hozzá. Amerikában a Comedy Central vetítette. 